# جزيرة بني نصر (عمل)

خريطة للدلتا في عهد الكور الكبرى تظهر فيها كورة بني نصر

جزيرة بني نصر هي إحدى التقسيمات الإدارية المندثرة في مصر.

## التاريخ
أنشأت أعمال جزيرة بني نصر في عهد الدولة الفاطمية، وشملت 64 ناحية، على أراضي كورة الجزيرة إحدى كور بطن الريف في مصر، وهي منسوبة إلى بني نصر بن معاوية بن بكر بن هوازن، بعد أن أجلتهم قبيلة بني لواتة البربرية من مساكنهم، فاتخذ بنو نصر تلك المنطقة مسكنًا جديدًا لهم، فعُرفت بهم. وذكر ياقوت الحموي في معجم البلدان أنها كورة ذات قرى كثيرة من نواحي مصر الشرقية. وفي عهد الدولة المملوكية، انكمش عدد توابعها إلى 55 ناحية، وكانت قاعدتها إبيار، في عهد الدولة العثمانية حُذفت ولاية جزيرة بني نصر، وقُسّمت قراها بين ولايتي المنوفية والغربية.

## نواحي جزيرة بني نصر
كانت جزيرة بني نصر تسمى قبل ذلك جزيرة إبيار، وهي تشمل اليوم المنطقة التي يحدّها الشاطيء الشرقي لفرع رشيد من محلة اللبن الواقعة في مركز بسيون بمحافظة الغربية حتى زاوية رزين بمركز منوف بمحافظة المنوفية من جهة الغرب، وترعة الباجورية وفروعها من جهة الشرق، لذا عُرفت بالجزيرة نظرًا لحدودها المائية من جهتي الشرق والغرب. وقد عدّ ابن مماتي في قوانين الدواوين وابن الجيعان في التحفة السنية أسماء قرى أعمال جزيرة بني نصر، ويمكن تصنيفها إلى:

### نواحي لا زالت موجودة إلى اليوم
| المحافظة | المركز     | القرى |
| -------- | ---------- | --- |
| المنوفية | الشهداء    | إبشادة · أبو كلس · بشتامه · جزيرة الحجر · دراجين · دمشوية البغال · دنسور · سمناس · دلكا · سلمون · سمياطس · فيل · منية شهالة · جزيرة نادر                                                        |
| المنوفية | تلا        | طنوب · بمم · سفط الملوك · شبرى بتوس · طوخ دلكا · جزيرة البندارية · منية الكرام |
| المنوفية | منوف       | ششفير · برهيم · بلمشت · جزي · دملّيج · سنسفط · شبرى لون · طملاهه |
| الغربية  | بسيون      | محلة اللبن |
| الغربية  | طنطا       | شبرا المنّه · شونه · جزاير شبرا المنّه |
| الغربية  | كفر الزيات | بنوفر · ألطا · إبيار · ببيج · دشويه · إكوى · دلجمون · منية فطيس · حصة إكوى · دقرن · دليسين · قسطاله · إخشا · قليب · أزري · جريسان · الزبيرية · ديمى · حصة عامر · بلشايه · مشلا · العداوي · عاصف |

### نواحي اندثرت مجهولة الموقع
- العاصمية[7]
- جزيرة بغيضة[8]
- ساحل دبركا[9][10]